# Supersankari
Supersankari – siódmy singel fińskiej piosenkarki Laury Närhi wydany 26 lutego 2016 roku przez Warner Music Finland.

## Lista utworów
- Digital download (26 lutego 2016)[1]

1. „Supersankari” – 3:52

## Teledysk
Teledysk do utworu został opublikowany 2 marca 2016.

## Pozycje na listach
Źródło: Musiikkituottajat
| Kraj      | Lista (2016)     | Najwyższa pozycja |
| --------- | ---------------- | ----------------- |
| Finlandia | Radiosoittolista | 12                |
| Finlandia | Latauslista      | 16                |
| Finlandia | Striimatuimmat   | 24                |